# فوجیکو یاماموتو
فوجیکو یاماموتو (انگلیسی: Fujiko Yamamoto؛ زادهٔ ۱۱ دسامبر ۱۹۳۱) یک هنرپیشه اهل ژاپن است.